# Чемпионат Новой Зеландии по футболу 2007/2008
Чемпионат Новой Зеландии по футболу 2007/2008 годов проходил с 3 ноября 2007 года по 20 апреля 2008 года и стал 4-м розыгрышем в истории.
Победу в регулярном чемпионате и в плей-офф впервые в своей истории праздновал клуб «Уаитакере Юнайтед». Эта победа прервала серию из трёх побед подряд клуба «Окленд Сити», который выигрывал все предыдущие чемпионаты.

## Регламент
В турнире приняли участие 8 клубов. С 3 ноября по 13 апреля они провели трёхкруговой турнир регулярного чемпионата. Команды, занявшие по итогам регулярного чемпионата 2-е и 3-е места сыграли между собой полуфинальный матч, победитель которого разыграл с победителем регулярного чемпионата звание победителя турнира. Это был последний чемпионат, проведённый по такой системе.

## Результаты

### Регулярный чемпионат
| М | Команда            | И  | В  | Н | П  | Мячи    | ±   | О  | Примечания                                           |
| - | ------------------ | -- | -- | - | -- | ------- | --- | -- | ---------------------------------------------------- |
| 1 | Уаитакере Юнайтед  | 21 | 16 | 3 | 2  | 51 − 14 | +37 | 51 | Квалификация в плей-офф и Лигу чемпионов ОФК 2008/09 |
| 2 | Окленд Сити        | 21 | 16 | 2 | 3  | 44 − 16 | +28 | 50 | Квалификация в плей-офф и Лигу чемпионов ОФК 2008/09 |
| 3 | Тим Веллингтон     | 21 | 15 | 2 | 4  | 51 − 21 | +30 | 47 | Квалификация в плей-офф                              |
| 4 | Хокс-Бей Юнайтед   | 21 | 8  | 5 | 8  | 29 − 33 | −4  | 29 |                                                      |
| 5 | Уаикато            | 21 | 5  | 5 | 11 | 24 − 34 | −10 | 20 |                                                      |
| 6 | ЯнгХарт Манавату   | 21 | 5  | 2 | 14 | 32 − 57 | −25 | 17 |                                                      |
| 7 | Отаго Юнайтед      | 21 | 3  | 4 | 14 | 13 − 43 | −30 | 13 |                                                      |
| 8 | Кентербери Юнайтед | 21 | 3  | 3 | 15 | 22 − 48 | −26 | 12 |                                                      |

И — игры, В — выигрыши, Н — ничьи, П — проигрыши, Мячи — забитые и пропущенные голы, ± — разница голов, О — очки

Источник данных: soccerway.com

### Полуфинал
| 12 апреля 2008 | \| Окленд Сити \| 1:2 д.в. отчёт \| Тим Веллингтон \| |                |
| Окленд Сити    | 1:2 д.в. отчёт                                        | Тим Веллингтон |

### Финал
| 20 апреля 2008    | \| Уаитакере Юнайтед \| 2:0 отчёт \| Тим Веллингтон \| |                |
| Уаитакере Юнайтед | 2:0 отчёт                                              | Тим Веллингтон |